# Ragazza di periferia (singolo)
Ragazza di periferia è un brano musicale scritto da Vincenzo D'Agostino, composto da Gigi D'Alessio e Adriano Pennino ed interpretato dalla cantante italiana Anna Tatangelo, pubblicato, il 4 marzo 2005 dalla casa discografica Universal, come singolo apripista e title track dal secondo suo album in studio, Ragazza di periferia.

## Descrizione
Il brano, co-prodotto da Adriano Pennino e Gigi D'Alessio, partecipa al Festival di Sanremo 2005, classificandosi alla terza posizione della categoria "Donne" (era una delle quattro categorie in cui venivano divisi i 20 cantanti nell'edizione di quell'anno della manifestazione) e 12º nella classifica generale.

## Altre versioni
Il 9 novembre 2018 la canzone è stata ripubblicata come singolo, questa volta in una versione trap e sotto il nome di Ragazza di periferia 2.0, registrata assieme ai rapper italiani Achille Lauro e Boss Doms.

## Video musicale
Il video musicale è stato diretto da Gaetano Morbioli.

## Tracce
CD
1. Ragazza di periferia – 4:16 (testo: Vincenzo D'Agostino – musica: Gigi D'Alessio e Adriano Pennino)
2. Ragazza di periferia (versione strumentale) – 4:16 (musica: Gigi D'Alessio e Adriano Pennino)

Durata totale: 8:32

## Formazione
- Anna Tatangelo - voce
- Adriano Pennino - tastiera, pianoforte, programmazione
- Max Visconti - tastiere
- Maurizio Fiordiliso - chitarra
- Paolo Costa - basso
- Alfredo Golino - batteria

## Successo commerciale
Il singolo ottiene un discreto successo di vendite. Il disco infatti entra nella top 20 dei singoli più venduti in Italia il 17 marzo 2005, alla sedicesima posizione, unica posizione raggiunta dal brano.

## Classifiche
| Classifica (2005) | Posizione massima |
| ----------------- | ----------------- |
| Italia            | 16                |